# Света Троица (Писодер)
Вижте пояснителната страница за други значения на Света Троица.
„Света Троица“ (на гръцки: Μονή Αγίας Τριάδας) е възрожденска православна манастирска църква в Гърция, част от Леринската, Преспанска и Еордейска епархия на Цариградската патриаршия, под управлението на Църквата на Гърция.

## Местоположение
Манастирът е разположен на 4 km западно от Писодер, в местността Икона, сред букова гора в планината Баба (Варнудас).

## История
Манастирът е изграден в 1050 година при управлението на Константин IX Мономах. За това свидетелства каменната плоча, монтирана във външната ниша над южната врата на храма. Манастирът е обновен и църквата придобива сегашния си базиликален вид между 1600 и 1650 година – популярен за времето тип. За това говори и фактът, че плочата е изписана с цифри, а не с букви както също е популярно тогава. Сградата е построена с фрагменти от византийски тухли, а в насипа от северната страна са открити каменни печати.
Професор Николаос Муцопулос обаче твърди, че широко разпространената датировка на храма от 1005 година е погрешна, тъй като идва от погрешно разчитане на ктиторския надпис на западния вход, докато според строителните характеристики храмът трябва да бъде датиран през XVIII век. Най-сигурното доказателство за тази датировка е наличието на кадилница от 1803 година, съхранявана в Леринския археологически музей и надпис за ремонта на манастира през 1836 година.
Манастирският комплекс е важен образователен център в региона през XIX век, тъй като според писмени свидетелства там е работила семинария, която е приемала деца от околността. В манастира в 1867 година седем гръцки патриоти основават Неа Филики Етерия. Манастирът е убежище на гръцки чети по време на Гръцката въоръжена пропаганда в Македония и в 1906 година е разрушен от български чети. Манастирът остава до края на османската власт патриаршистки, под върховенството на Мъгленската митрополия.
В 1974 година църквата е обявена за паметник на културата.

## Описание
От манастира са запазени католиконът, останки от килиите и камбанарията, както и част от портата на комплекса. Католиконът на манастира е еднокорабна сграда с купол, а от западната му страна също има почти квадратен притвор. Първоначалната му зидария се състои от камъни с изобилие от варов хоросан, която е видоизменена от по-късни намеси. Покривът на храма е двускатен и покрит с шисти, подобно на свода на светилището и коничното покритие на купола. В светилището на църквата е оцеляла част от по-стар позлатен иконостас, владишки трон и проскинитарий. От стенописите на храма в апсидата на светилището могат да се разграничат изображението на Света Богородица Ширшая небес в типа Влахернска и фигури на йерарси, като са запазени и някои фрагменти от по-стари стенописи.